# -U- underwater unit
『-U- underwater unit』（ユー・アンダーウォーターユニット）は、2002年5月2日にアイレムソフトウェアエンジニアリングから発売されたPlayStation 2用のシューティングゲームソフト。開発はRACJINが担当。
アイレムは過去（アイレム株式会社時代）に潜水艦が自機である『スクーン』『海底大戦争』を制作したが、本作も同様に潜水艦を自機とした3Dシューティングゲームである。特に『海底大戦争』とは世界観や登場メカなどが一部酷似しており、本作を簡単に表現するなら「3D版『海底大戦争』」である。フィールドには水中と水上の二種類がありそれに応じて使用する武器も変化する。
大きな特徴として、地形や敵、アイテムの位置を把握できる「Xソナー」を使用できる点がある。
本作ではイージー・ノーマル・ハードの3種類の難易度から選べるが、セーブスロットは1つしかない。

## システム
プレイヤーは主役機である潜水艦「クロノス」を操作する。前述したように操作するフィールドは「水中」「水上」の2つに分けられる。移動は前後移動、アナログスティックを使用した機首移動・旋回が可能。水中ではバラスト移動による上昇下降も可能。水中で水面に接していればボタンを押す事で水上へ浮上する事ができる。水上から水中に潜航する場合もボタンを押す事で行える。
攻撃については、水中ではニードルガンと魚雷、そして使用回数に限りがある特殊兵器を、水上では機銃とミサイルを使用できる。魚雷とミサイルはボタンを押し続けることでロックオンマーカーを表示し、ボタンを離すとロックした敵に向かって放つ。ロックオンまでのスピードは敵との距離によって変化する。障害物越しにロックする事も可能。また、ロックせずに魚雷やミサイルを発射する事もできる。装備についてはインターミッション時に購入したり交換したりできる。
本作の特徴である「Xソナー」は水中で使用できる機能で、使用するとフィールド内の物体はワイヤーフレームで表示される。Xソナーを使用する事で地形越しに敵を判別できたり、埋没している埋蔵品を発見できる（埋蔵品回収は報酬や新兵器開発に役立つ）。また、Xソナーで検知された物についてはレーダーに一定時間表示される。

## ストーリー
紀元前に建造された遺産は、分布地域が異なるにもかかわらず、共通する部分が多かった。それらはオーパーツと呼ばれ、考古学者の中にはこれらの遺産の主に対して高度な文明体が存在しているのではないかという説を唱えるも少なくない。
西暦2139年10月、突如として発生した地球の地殻変動により急激なマントルの異常、マグニチュード10前後の地震などで地球の大部分の陸地は水没し、文明圏のほとんどは海の藻屑と消え去った。多くの人々は死に絶え、生き残った者は弱肉強食の世界を生き抜こうとしていた。
西暦2185年8月、水没後の世界では水中三次元航行の可能な潜水艦が主な移動手段となった。その性能はめざましく進歩した。しかし、無法な世界でのテクノロジーは新たな野望に満ちた徒を生み出すこととなる。造船に特化した兵器企業体TWAはメルギス帝国を建国し、多数の潜水艦艦隊を組織して、残された領土から資源や食料の略奪を開始し、搾取に辟易した民衆は、同盟軍を組織し、帝国に立ち向かった。双方の戦力は拮抗していたものの、残された大陸を多く占有する帝国の鉱物資源は同盟の比とはならず、数の理論では同盟は押される形となった。同盟軍は孤高の科学者であるラムファード＝デブンの提唱する新しい戦闘理論に基づいて、索敵、回避性能の高い戦闘潜水艦クロノスの開発に成功。帝国に対し、最後の戦いを挑む。

## 登場人物
- 同盟
  - レッド・ドミナス
  - リッチモンド・デンプシー
- 帝国
  - ファーランド・メルギス
  - シモン・フリート
  - デル・ボードヴィル

## 登場メカ
- 同盟
  - クロノス
  - アキレス
- 帝国
  - ガネハ
  - ガンゴロワ
  - ミダス改
  - トロス
  - ハンマーヘッド
  - デイグルゼネア
  - クード
  - バルベス
  - ギルモア
  - ゼラ・ガネハ
  - バルアウー
  - ギルグロワ
  - グレイア
- 超古代文明
  - 第一の守護者
  - 第二の守護者
  - ヒドン
  - 第三の守護者